# Смит, Майкл (баскетболист, 1965)
Майкл Джон Смит (англ. Michael John Smith; род. 19 мая 1965 года, Рочестер, штат Нью-Йорк, США) — американский профессиональный баскетболист.

## Ранние годы
Майкл Смит родился в городе Рочестер (штат Нью-Йорк), учился в Калифорнийской школе Лос-Альтос (город Гасиенда-Хейтс, округ Лос-Анджелес), в которой играл за местную баскетбольную команду. В 1983 году он принимал участие в игре McDonald’s All-American, в которой принимают участие лучшие выпускники школ США и Канады.

## Студенческая карьера
В 1989 году Смит окончил Университет Бригама Янга, где в течение четырёх лет играл за команду «Бригам Янг Кугарз», в которой провёл успешную карьеру, набрав в итоге 2319 очков, 922 подбора, 317 передач, 70 перехватов и 22 блок-шота. При Смите «Кугарз» один раз выигрывали регулярный чемпионат конференции Western Athletic (1988), а также три раза выходили в плей-офф студенческого чемпионата США, однако дальше второго раунда не проходили (1984, 1987—1988). В сезоне 1987/1988 годов стал самым результативным игроком «Кугарз» (679) и лидером по подборам (248), а по завершении студенческой карьеры выиграл титул лидера команды по подборам за всю её историю и занял второе место по очкам, уступив только Дэнни Эйнджу (2467).
Кроме того Смит преуспел также в футболе и волейболе, прежде чем сосредоточиться исключительно на баскетболе. После первого курса отправился в Аргентину, где на протяжении двух лет (1984—1986) служил мормонским миссионером, после чего вернулся в Прово, чтобы окончить университет.

## Карьера в НБА
Играл на позиции тяжёлого форварда и лёгкого форварда. В 1989 году был выбран на драфте НБА под 13-м номером командой «Бостон Селтикс». Позже выступал за команды «Телемаркет Брешиа», «Кэпитал Регион Понтиакс» (КБА), «Оклахома-Сити Кавелри» (КБА), «Памеса Валенсия», «Эстудиантес Каха Постал», «Лос-Анджелес Клипперс» и «Хихон Балонсесто». Всего в НБА провёл 3 неполных сезона. В 1988 году признавался баскетболистом года среди студентов конференции Western Athletic, а также включался во 2-ю всеамериканскую сборную NCAA. Всего за карьеру в НБА сыграл 141 игру, в которых набрал 698 очков (в среднем 5,0 за игру), сделал 212 подборов, 142 передачи, 21 перехват и 5 блок-шотов.

## Зарубежная карьера
После досрочного завершения профессиональной карьеры в НБА Смит переехал в Европу, где отыграл один сезон в Италии и несколько сезонов — в Испании. В январе 1995 года разорвал действующий контракт с «Эстудиантесом» и вернулся в США, где в следующем месяце заключил соглашение с клубом НБА «Лос-Анджелес Клипперс», в котором оставался вплоть до истечения срока контракта в сентябре месяце. В следующем году вернулся в Испанию, где подписал договор с командой АБК «Хихон Балонсесто», по истечении которого завершил карьеру игрока.

## Карьера в сборной США
В 1983 году Смит стал в составе сборной США победителем чемпионата мира по баскетболу среди юношей до 19 лет в Пальма-де-Мальорка, обыграв в финале сборную СССР (82—78).

## Последующие годы
Последние несколько лет Майкл Смит работает баскетбольным аналитиком на матчах «Лос-Анджелес Клипперс» на канале Fox Sports West вместе с многолетним комментатором «Парусников» Ральфом Лоулером.

## Статистика

### Статистика в НБА
| Сезон                                                                                    | Команда  | Регулярный сезон | Регулярный сезон | Регулярный сезон | Регулярный сезон | Регулярный сезон | Регулярный сезон | Регулярный сезон | Регулярный сезон | Регулярный сезон | Регулярный сезон | Регулярный сезон | Серия плей-офф | Серия плей-офф | Серия плей-офф | Серия плей-офф | Серия плей-офф | Серия плей-офф | Серия плей-офф | Серия плей-офф | Серия плей-офф | Серия плей-офф | Серия плей-офф |
| Сезон                                                                                    | Команда  | GP               | GS               | MPG              | FG%              | 3P%              | FT%              | RPG              | APG              | SPG              | BPG              | PPG              | GP             | GS             | MPG            | FG%            | 3P%            | FT%            | RPG            | APG            | SPG            | BPG            | PPG            |
| ---------------------------------------------------------------------------------------- | -------- | ---------------- | ---------------- | ---------------- | ---------------- | ---------------- | ---------------- | ---------------- | ---------------- | ---------------- | ---------------- | ---------------- | -------------- | -------------- | -------------- | -------------- | -------------- | -------------- | -------------- | -------------- | -------------- | -------------- | -------------- |
| 1989/90                                                                                  | Бостон   | 65               | 7                | 9,5              | 47,6             | 7,1              | 82,8             | 1,5              | 1,2              | 0,1              | 0,0              | 5,0              | 4              | 0              | 4,0            | 62,5           | 0,0            | 100,0          | 0,0            | 0,0            | 0,3            | 0,0            | 4,3            |
| 1990/91                                                                                  | Бостон   | 47               | 3                | 8,3              | 47,5             | 25,0             | 81,5             | 1,2              | 0,9              | 0,1              | 0,0              | 4,6              | 2              | 0              | 3,0            | 50,0           | 0,0            | -              | 0,0            | 0,5            | 0,0            | 0,0            | 1,0            |
| 1994/95                                                                                  | Клипперс | 29               | 0                | 11,0             | 47,0             | 12,5             | 86,7             | 1,9              | 0,7              | 0,2              | 0,1              | 5,3              | Не участвовал  | Не участвовал  | Не участвовал  | Не участвовал  | Не участвовал  | Не участвовал  | Не участвовал  | Не участвовал  | Не участвовал  | Не участвовал  | Не участвовал  |
|                                                                                          | Всего    | 141              | 10               | 9,4              | 47,4             | 15,0             | 83,5             | 1,5              | 1,0              | 0,1              | 0,0              | 5,0              | 6              | 0              | 3,7            | 60,0           | 0,0            | 100,0          | 0,0            | 0,2            | 0,2            | 0,0            | 3,2            |
| Наведите курсор мыши на аббревиатуры в заголовке таблицы, чтобы прочесть их расшифровку. |          |                  |                  |                  |                  |                  |                  |                  |                  |                  |                  |                  |                |                |                |                |                |                |                |                |                |                |                |

### Статистика в NCAA
| Сезон | Команда    | Conf  | Class | GP  | GS | MPG  | FG%  | 3P%  | FT%  | RPG | APG | SPG | BPG | PPG  |
| --- | ---------- | ----- | ----- | --- | -- | ---- | ---- | ---- | ---- | --- | --- | --- | --- | ---- |
| 1983/84 | Бригам Янг | WAC   | FR    | 29  |    | 25,3 | 45,4 |      | 75,6 | 5,3 | 2,7 | 0,4 | 0,3 | 8,0  |
| 1986/87 | Бригам Янг | WAC   | SO    | 32  | 24 | 30,8 | 50,9 | 48,6 | 90,4 | 8,5 | 1,7 | 0,4 | 0,2 | 20,1 |
| 1987/88 | Бригам Янг | WAC   | JR    | 32  | 32 | 33,7 | 50,7 | 43,4 | 84,3 | 7,8 | 3,1 | 0,8 | 0,1 | 21,2 |
| 1988/89 | Бригам Янг | WAC   | SR    | 29  | 29 | 37,2 | 52,5 | 37,9 | 92,5 | 8,6 | 2,9 | 0,7 | 0,1 | 26,4 |
| Всего | Всего      | Всего | Всего | 122 | 85 | 31,8 | 50,7 | 43,0 | 87,8 | 7,6 | 2,6 | 0,6 | 0,2 | 19,0 |
| Наведите курсор мыши на аббревиатуры в заголовке таблицы, чтобы прочесть их расшифровку Статистика приведена с сайта sports-reference.com |            |       |       |     |    |      |      |      |      |     |     |     |     |      |